# Carien Kleibeuker
Carien Kleibeuker (* 12. März 1978) ist eine niederländische Eisschnellläuferin.

## Leben
Carien Kleibeuker ist eine Spezialistin für Langstrecken. Im Weltcup wurde sie erstmals im November 1999 in Heerenveen eingesetzt. Bis zur Saison 2005/06 wurde sie nur sporadisch eingesetzt. Da sie nur auf den Strecken über 3000 und 5000 Meter antritt, sind ihre Auftritte auf internationalem Niveau noch überschaubar. Ihre beste Platzierung war bisher ein achter Platz über 3000 Meter auf ihrer Heimbahn in Heerenveen. Bei den Weltmeisterschaften 2000 in Nagano wurde sie über 5000 Meter bei einem Sieg von Gunda Niemann-Stirnemann Vierte. Bei den Olympischen Winterspielen 2006 von Turin wurde sie auf der Langstrecke Zehnte. 2005 wurde sie über die 5000 Meter auch niederländische Meisterin und setzte sich dabei unter anderem gegen Renate Groenewold und Gretha Smit durch.
Am 9. Dezember 2015 stellte sie in Inzell mit 40.569,56 Metern einen neuen Stundenweltrekord auf.